# Jyväsjärvi

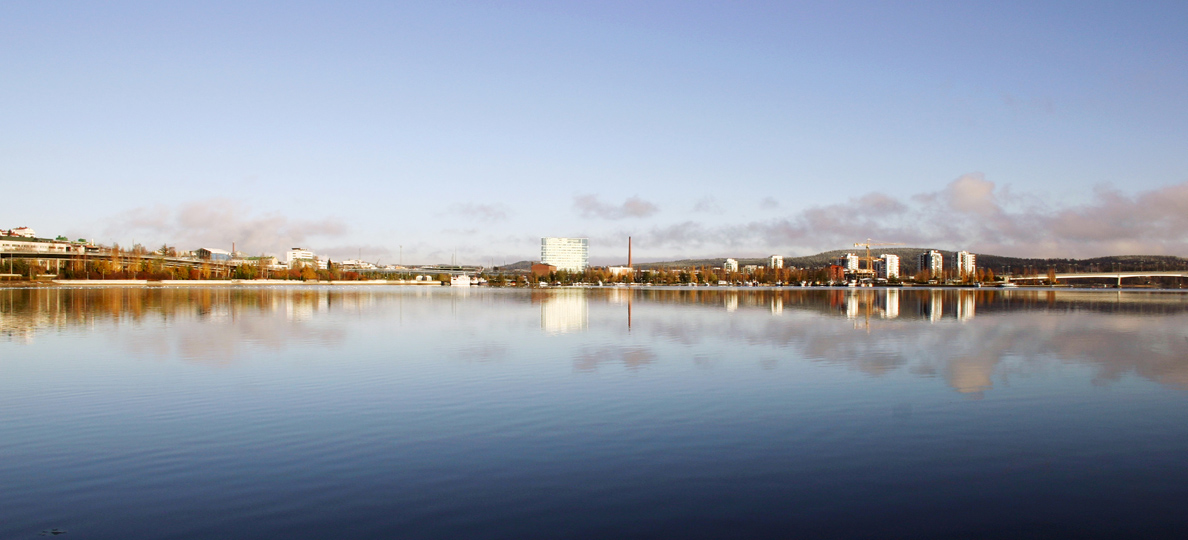
Jyväsjärvi den 23 augusti 2006. Stadscentret till vänster och bron mot Kuokkala till höger i bakgrunden

Jyväsjärvi är en sjö inom staden Jyväskylä i Mellersta Finland. Stadens centrum ligger på den nordvästra stranden av sjön. Sjön består av den västra Ainolabassängen och den djupare östra huvudbassängen. Arean på sjön är 3,3 km² och det största djupet (24 m) ligger i den mellersta delen av sjön. Tourujoki är huvudtillflödet; vatten från bland annat Palokkajärvi avrinner genom floden. Sjön avrinner genom det smala och 700 m långa sundet Äijälänsalmi till Päijänne. Sundet rensades mellan åren 1839 och 1859 varvid vattennivån i sjön sjönk (med 1,2 meter) till nästan samma höjd som Päijänne. Sjön räknas därför ibland som en del av Päijänne .

## Institutionen för miljöforskning vid Jyväskylä universitet
Universitetets i Jyväskylä campusområden Mattilanniemi och Ylistö ligger på varsin strand i den västra delen av sjön. I Ylistö finns institutionen för miljöforskning. Jyväsjärvi är den centrala forskningssjön vid institutionen. Tillståndet i sjön mäts med modern apparatur. Det forskas i och har gjorts flera examensarbeten om sjöns tillstånd, hur det var tidigare och hur det är nu.

## Vattenkvalitet
Jyväskyläs avloppsvatten släpptes tidigare ut orenat i Jyväsjärvi. Fosforhalten mångdubblades från 1940-talet framåt. Sjön belastades även av pappersbruket Kangas vid Tourujoki. I början av 1970-talet var sjön den mest förorenade i Europa. År 1974 togs ett reningsverk i bruk varefter utsläppen av avloppsvatten upphörde successivt fram till år 1977. Vattenkvaliteten i sjön förbättrades efter det, så nu är badförbudet upphävt och fisken i sjön är åter ätbar. Sjön är dock fortfarande tungt övergödd .

## Trivia
- År 2002 färdigställdes en väg för lätt trafik nästan runt hela sjön. Vägen hedrades med titeln Vuoden tie 2005 (Årets väg 2005) [5]